# 10 złotych 1966 Kolumna Zygmunta
10 złotych 1966 Kolumna Zygmunta – okolicznościowa moneta dziesięciozłotowa, wprowadzona do obiegu 12 listopada 1966 r. zarządzeniem z 8 listopada 1966 r.(M.P. z 1966 r. nr 63, poz. 302), wycofana 1 stycznia 1978 zarządzeniem Ministra Finansów z dnia 21 maja 1977 r. (M.P. z 1977 r. nr 14, poz. 79).
Monetę wybito, w celu upamiętnienia dwusetnej rocznicy założenia Mennicy Warszawskiej.

## Awers
W centralnym punkcie umieszczono godło – orła bez korony, pod orłem rok 1966, dookoła napis „POLSKA RZECZPOSPOLITA LUDOWA”, a pod łapą orła znak mennicy w Warszawie.

## Rewers
Na tej stronie monety znajduje się wizerunek warszawskiej Kolumny Zygmunta III Wazy, u góry lecące ptaki, po obu stronach kolumny napis „10 ZŁOTYCH”, na dole napis „VII WIEKÓW WARSZAWY”.

## Rant
Na rancie umieszczono wklęsły napis „W DWUSETNĄ ROCZNICĘ MENNICY WARSZAWSKIEJ”.

## Nakład
Monetę bito w Mennicy Państwowej, w miedzioniklu, na krążku o średnicy 28 mm, masie 9,5 grama, w nakładzie 102 000 sztuk, według projektu Jerzego Jarnuszkiewicza.

## Opis
Była to pierwsza dziesięciozłotówka wybita na krążku o średnicy zredukowanej do 28 mm i jednocześnie dziesięciozłotowa moneta okolicznościowa o najmniejszym nakładzie.
Moneta potocznie nazywana jest „małą kolumną” w odróżnieniu od „dużej kolumny”, którą jest dziesięciozłotówka z Kolumną Zygmunta z 1965 roku o średnicy 31 mm, wyemitowana jednak z zupełnie innej okazji niż 28-milimetrowa wersja z 1966 r.
Dziesięciozłotówka z warszawską Kolumną Zygmunta z 1966 roku była jedną z trzynastu dziesięciozłotówek obiegowych z okolicznościowym wizerunkiem, bitych w latach 1964–1972 w Mennicy Państwowej, na krążkach o dwóch średnicach:
- 31 mm (1964–1965), 4 typy oraz
- 28 mm (1966–1972), 9 typów.

Okolicznościowe dziesięciozłotówki z lat 1964–1972, w tym również ta z Kolumną Zygmunta, jeszcze w pierwszej połowie lat 70. XX w., w obrocie pieniężnym występowały dość powszechnie, ze względu na fakt, że stanowiły ponad 17% całej emisji wszystkich dziesięciozłotówek będących w obiegu (w roku 1973).
Moneta została wycofana z obiegu przez NBP w wyniku systemowej redukcji średnicy dziesięciozłotówek do 25 mm w związku z wprowadzeniem do obiegu monet o nominale 20 złotych i średnicy 29 mm.

## Powiązane monety
Ponieważ rysunek rewersu jest identyczny z rysunkiem rewersu dziesięciozłotówki okolicznościowej z 1965 roku, czasami pojawia się informacja jakoby dziesięciozłotówka wyemitowana była z okazji siedmiu wieków Warszawy.
Moneta była pierwszą z rzędu upamiętniającą rocznice założenia mennicy przez Stanisława Augusta Poniatowskiego. Jej następczyniami były:
- dwustuzłotowa próba kolekcjonerska z 1986 w miedzioniklu z Władysławem I Łokietkiem i napisem na rancie „220 LAT MENNICY W WARSZAWIE”[8],
- bimetaliczna moneta kolekcjonerska o nominale 20 000 złotych z roku 1991 „225 LAT MENNICY WARSZAWSKIEJ”[9]

## Wersje próbne
Istnieje wersja tej monety należąca do serii próbnej w niklu z wypukłym napisem „PRÓBA”, wybita w nakładzie 500 sztuk oraz wersja próbna technologiczna, z wypukłym napisem „PRÓBA”, w miedzioniklu, w nakładzie 20 sztuk. Istnieje również próba technologiczna wybita bez napisu na rancie.